# Augusta Leigh
Augusta Byron, posteriorment per matrimoni Augusta Leigh (26 de gener de 1783 - 12 d'octubre de 1851), amb tractament d'"Honorable" des del seu naixement, va ser l'única filla de John "Mad Jack" Byron, el pare del poeta Lord Byron, i de la seva primera esposa, Amelia Osborne (baronessa Conyers per dret propi i muller divorciada de Francis Osborne, que posteriorment esdevindria duc de Leeds). Va ser tia d'Ada Lovelace.
Sembla que va inspirar les obres de Byron Epístola a Augusta (1816) i Estances a Augusta, i la seva filla Medora el poema El Corsari

## Biografia
La mare Augusta va morir poc després del naixement d'Augusta. La seva àvia, Lady Holderness, va tenir cura d'ella durant uns anys, però va morir quan Augusta era encara una joveneta. A partir d'aquest moment, Augusta va dividir el seu temps entre familiars i amics.
Posteriorment es va casar amb el seu cosí, el coronel George Leigh, amb qui tingué uns quants fills. Richard Temple-Grenville, I duc de Buckingham i Chandos va anotar amb desdeny l'esdeveniment del casament al seu diari: «La pobra Augusta Leigh es casa avui! Quina llàstima! Em compadisc que s'haja lligat amb aquesta família, i amb aquest babau! No obstant això, no té a qui culpar sinó a si mateixa.»
El germà d'Augusta per part de pare, George Gordon, Lord Byron, no la va conèixer fins que va anar a l'escola Harrow i tot i així només la va veure molt rarament. No obstant això, des de 1804 ella li va escriure amb regularitat i es va convertir en la seua confident, sobretot durant la baralla amb sa mare. Aquesta correspondència es va interrompre durant els dos anys posteriors al viatge de Byron a l'estranger, però es va reprendre quan Augusta va escriure a Byron per donar-li el condol per la mort de sa mare, Catherine.
Com no havien estat critats junts eren com estranys, però van simpatitzar i fins i tot sembla que es van enamorar l'un de l'altre. Quan el matrimoni de Byron es va esfondrar, i ell de sobte es va allunyar d'Anglaterra per no tornar mai, es van estendre els rumors d'incest, un delicte molt greu i escandalós. S'ha suggerit que Byron va abandonar Anglaterra justament per por a la persecució per aquest delicte.
Hi ha certes proves que donen suport a aquesta acusació d'incest. La tercera filla de l'Honorable Augusta Leigh, nascuda a la primavera de 1814, va ser batejada Elizabeth Medora Leigh. Pocs dies després del naixement, Byron va anar a Swynford Paddocks, la casa de la seua germana a Six Mile Bottom, Cambridgeshire, per veure el nadó. Després, en una carta a lady Melbourne, la seua confident, va escriure: "Oh, no és una mona, és un tresor" (hom creia que era probable que un nen nascut d'una relació incestuosa fos deforme).
"Medora" és el nom d'una de les heroïnes en el poema de Byron El Corsari, que va escriure a l'abadia de Newstead durant tres setmanes de gener de 1814, quan el poeta i l'embarassada Augusta s'hi trobaven junts i aïllats per la neu. Tot i això, el marit d'Augusta, George, mai va posar en dubte la paternitat de Medora, qui va créixer entre els seus germans i germanes sense saber que podria ser la primera de les tres filles de Byron.
De fet, els Leigh van ser rebuts pels seus cunyats a la casa familiar a Leicestershire durant diverses setmanes després del matrimoni de Byron amb Annabella Milbanke. Per aquella època Augusta va escriure a la seua cunyada sobre Medora, dient: "La semblança amb Byron ... la fa molt feliç". En una altra va escriure, sabent que seria mostrada a Byron, "Ací ve Medora".
Anys després, Medora va prendre consciència de la seua possible paternitat. Ella i el seu fill van ser assistits financerament per Ada Lovelace, qui també va ser per a ella una font de suport emocional en moments difícils.
Ni Medora, ni sa mare van conèixer a la filla de Byron i Claire Clairmont, Allegra Byron, morta a l'edat de cinc anys, el 1822, en un convent italià.